# Produktionsmonitoring
Produktionsmonitoring ist eine Erweiterung der Funktion der zerstörungsfreien Werkstoffprüfung (ZfP). Während die ZfP lediglich die Qualität eines Werkstücks testet, hat das Produktionsmonitoring zusätzlich das Ziel regelnd auf den Produktionsprozess einzugreifen, wenn bestimmte Schwellwerte nicht eingehalten werden (siehe auch Monitoring).
Produktionsmonitoring-Systeme erweitern die Möglichkeiten klassischer zerstörungsfreier Prüfsysteme, die dem Anwender ausschließlich Informationen darüber geben, ob der Prüfling „gut“ oder „schlecht“ im Sinne der Anforderungen ist. Sie sind in der Lage, frühzeitig Auffälligkeiten im Produktionsprozess festzustellen. Ziel ist es, Fehlentwicklungen aufgrund von Merkmalen, die unkritisch im Sinne der Qualitätsspezifikation des Prüfobjekts sind, zu erkennen. Wird eine Veränderung in Richtung einer kritischen Größe erkannt, wird der Prozess so geregelt, dass er möglichst im optimalen Bereich bleibt. Das Ergebnis ist im Idealfall eine völlig ausschussfreie Produktion.